# Nederlandse Poëzie Encyclopedie
De stichting Nederlandse Poëzie Encyclopedie (NPE) is een online naslagwerk over professionele Nederlandstalige dichters (in leven op of na 1 januari 1900) en hun dichtwerken.

## Achtergrond
In 2012 werd de stichting NPE opgestart in Nederland door Bart FM Droog. In 2013 ontvingen ze voor de eerste keer subsidies van het Nederlands Letterenfonds.
De online NPE encyclopedie bestaat enerzijds uit alfabetische naamlijsten, met lemma's over de afzonderlijke dichters. En anderzijds uit jaaroverzichten, waar de complete reguliere dichtbundel- en poëziebloemlezingenproductie van Nederland en Vlaanderen per jaar op te traceren valt, met achterliggende lemma's over de afzonderlijke boeken.